# Hirzer
Hirzer är ett berg i Österrike.   Det ligger i distriktet Innsbruck-Land och förbundslandet Tyrolen, i den västra delen av landet, 400 km väster om huvudstaden Wien. Toppen på Hirzer är 2 725 meter över havet.
Terrängen runt Hirzer är huvudsakligen bergig, men österut är den kuperad. Runt Hirzer är det ganska tätbefolkat, med 62 invånare per kvadratkilometer.. Närmaste större samhälle är Innsbruck, 19,9 km väster om Hirzer. 
Trakten runt Hirzer består i huvudsak av gräsmarker.